# 路易斯·亞米斯德
路易斯·艾迪生·亞米斯德（英語：Lewis Addison Armistead，1817年2月18日—1863年7月5日）為美國南北戰爭中邦聯軍隊中的著名將領之一，後於1863年7月3日的蓋茨堡之役中負傷，死於同年7月5日。

## 生平

### 家族
路易士的故鄉為北卡羅萊納州的新伯爾尼，家族不乏政治家及軍人：父親沃克·基思·亞米斯德是1812年戰爭中的指揮官；祖父約翰·斯坦利係美國眾議院的議員，而1841年成立的斯坦利縣是為了紀念他的功績；路易士的一名叔叔愛德華·斯坦利亦為北卡羅萊納州的一名政治家，曾擔任北卡羅萊納州東部的軍政府首長。但最為矚目的是其叔叔佐治·亞米斯德，1812年戰爭期間在巴爾的摩之役升起了一面大大的星條旗挑釁英軍，被美國律師法蘭西斯·斯科特·基看到後作了聞名的星條旗歌。

### 軍人生涯
路易斯入讀西點軍校後與大多數當時的學生一樣在法文遇上困難，再加上一次在事件中傷了一名同學具伯·爾利，令路易斯不能畢業。不過得到他父親的幫忙後路易斯於1839年擔任少尉，1844年又擔任上尉，並參加了美墨戰爭，表現出色而獲晉升為少將。
同居住北卡州的路易斯與溫菲爾德·漢考克都是朋友，直至內戰爆發前都有交往。路易斯決定留在故鄉，效力南方的邦聯政府，漢考克則決定舉家北遷，效力北方的聯邦政府。離別當晚他們和其他軍人朋友出席了晚會，這时路易斯就對漢考克說，若有朝一日他要舉刀與漢考克廝殺，「願主先將我擊殺掉」（May God strike me dead）。
戰爭開始後，路易斯在維吉尼亞州西部擔任上校，指揮維吉尼亞州第五十九步兵團，但很快又到了東線效力李將軍麾下的北維吉尼亞軍團，於七松之役及第二之馬納沙斯之役中指揮一個旅作戰。直至弗雷德里克斯堡之役期間他加入了喬治·皮克特的第二師，組成正式的亞米斯德旅。

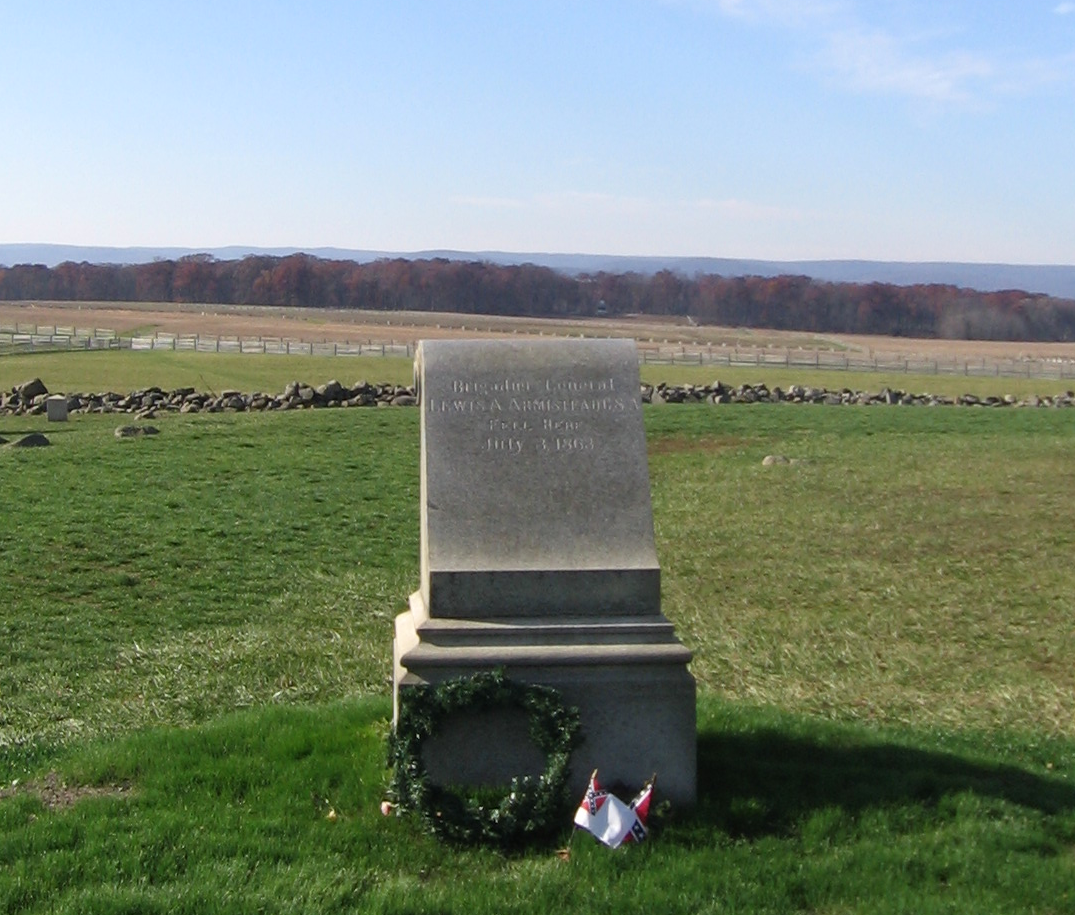
路易斯中彈倒卧之處

1863年7月2日為蓋茨堡之役次日，路易斯的亞米斯德旅遲至黃昏才到達，沒有上戰場。7月3日，李將軍命令皮克特率部下攻擊北軍防線中央，共12,500名南軍，多來自維吉尼亞州，其中包括了亞米斯德旅，位於右翼後方，負責支援及加強攻勢。北軍防線中央的指揮，正正是路易斯最不希望的他的好友漢考克。當天下午3:00左右，南軍跨出工事，衝向1200公尺以外的墓園山脊。推進間雖然遇上猛烈的炮轟，但處於後方令亞米斯德旅的傷亡較輕，故不久，路易斯的部隊是唯一能夠衝破了前方聯邦守軍的防線的隊伍，獲譽「high-water mark of the Confederacy」。但最後因為沒有更多支援，亞米斯德旅無法抗擊愈來愈多的北軍，路易斯本人亦中彈倒卧北軍火炮一旁，由北軍抬往醫院。
7月5日，路易斯死於北軍醫院，死因不明。一般誤解路易斯於3日身負重傷而5日不治，但其實據醫師所指，路易斯只是手臂和腿部中彈，傷口並不算嚴重，可能與敗血性休克、中暑或肺栓塞有關。
路易斯葬於叔叔佐治旁邊，位於巴爾的摩的墓地。

#### 亞米斯德旅
自弗德堡之役到蓋茨堡之役期間，亞米斯德旅麾下的步兵團包括：
- 維吉尼亞州第九步兵團
- 維吉尼亞州第十四步兵團
- 維吉尼亞州第三十八步兵團
- 維吉尼亞州第五十三步兵團
- 維吉尼亞州第五十七步兵團

## 外部連結
- Lewis A. Armistead in Encyclopedia Virginia （页面存档备份，存于）
- 在Find a Grave上的路易斯·亞米斯德
- Confederate Veteran article about Armistead from November 1914. （页面存档备份，存于） (This article is substantially the same text as Poindexter's Southern Historical Society paper.)